# Euthermesia
Euthermesia là một chi bướm đêm thuộc họ Erebidae.